# Élections municipales de 2017 à Longueuil
Les élections municipales de 2017 à Longueuil se déroulent le 5 novembre 2017.

## Contexte et forces en présence
Le 22 février 2017, la mairesse sortante, Caroline Saint-Hilaire, annonce ne pas vouloir briguer un troisième mandat à la mairie de Longueuil, et passe la main.
Une course à la direction est donc organisée au parti Action Longueuil. Deux personnes annoncent leur candidature: Sylvie Parent, conseillère du district Fatima-du-Parcours-du-Cerf depuis 2009, et Josée Latendresse, conseillère du district Saint-Charles depuis février 2016, puisqu'élue lors d'une élection partielle. Mme Latendresse obtient l'appui de sept de ses collègues conseillers, Mme Parent en obtient l'appui de quatre. La course prend cependant des allures de luttes fratricides. Le jour du vote, Sylvie Parent remporte la course avec 53 % des voix.
Cependant, Josée Latendresse et ses collègues qui l'ont appuyés claquent la porte d'Action Longueuil et siègent comme indépendants, avant de fonder leur propre parti, Longueuil citoyen. Le nouveau parti présentera une équipe complète.
Le parti Option Longueuil est la nouvelle mouture du parti Option Greenfield Park, dirigé par le conseiller municipal de Greenfield Park, Robert Myles. Le parti va présenter lui aussi une équipe complète. L'ex-députée fédérale Sadia Groguhé prend la direction du parti et sera candidate à la mairie.
Le 22 août, le conseiller indépendant du district Laflèche, Jacques Lemire, annonce qu'il joint le parti Longueuil citoyen, et qu'il briguera les suffrages avec ce parti.
Le 5 septembre, Action Longueuil s'entend avec un candidat concurrent, Martin Fontaine, qui avait annoncé ses couleurs au cours du mois de mai, et son équipe (qui porte son nom), et font alliance. Martin Fontaine briguera les suffrages dans le district Vieux-Saint-Hubert-de-la-Savane.

## Résultats

### Mairie
- Maire sortant : Caroline Saint-Hilaire

| Parti                             | Parti                             | Candidats                         | Voix    | %     |
| --------------------------------- | --------------------------------- | --------------------------------- | ------- | ----- |
|                                   | Action Longueuil                  | Sylvie Parent                     | 24 926  | 42,73 |
|                                   | Longueuil citoyen                 | Josée Latendresse                 | 24 808  | 42,53 |
|                                   | Option Longueuil                  | Sadia Groguhé                     | 8 594   | 14,73 |
|                                   |                                   |                                   |         |       |
| Votes valides                     | Votes valides                     | Votes valides                     | 58 328  | 97,88 |
| Bulletins rejetés                 | Bulletins rejetés                 | Bulletins rejetés                 | 1 266   | 2,12  |
| Total                             | Total                             | Total                             | 59 594  | 100   |
| Abstention                        | Abstention                        | Abstention                        | 120 521 | 66,91 |
| Nombre d'inscrits / participation | Nombre d'inscrits / participation | Nombre d'inscrits / participation | 180 115 | 33,09 |

Devant le résultat très serré (118 voix de majorité) pour l'élection à la mairie, la candidate arrivée deuxième, Josée Latendresse, a demandé un dépouillement judiciaire. Elle l'obtient le 13 novembre. Le 15 novembre, la victoire de Sylvie Parent est confirmée, avec une majorité de 110 voix.

### Districts électoraux

#### Résumé
|                                 |                                 |                                 |         |       |       |        |               |  |  |  |  |  |  |  |
| Parti                           | Parti                           | Candidats                       | Voix    | %     | +/-   | Sièges | +/-           |  |  |  |  |  |  |  |
|                                 | Longueuil citoyen               | 17                              | 26 789  | 45,91 | Nv.   | 9      | 9             |  |  |  |  |  |  |  |
|                                 | Action Longueuil                | 17                              | 22 003  | 37,70 | 28,56 | 5      | 8             |  |  |  |  |  |  |  |
|                                 | Option Longueuil                | 17                              | 8 266   | 14,16 | 9,02  | 1      | en stagnation |  |  |  |  |  |  |  |
|                                 | Indépendants                    | 6                               | 1 298   | 2,22  | -     | 0      | 1             |  |  |  |  |  |  |  |
|                                 |                                 |                                 |         |       |       |        |               |  |  |  |  |  |  |  |
| Votes valides                   | Votes valides                   | Votes valides                   | 58 356  | 97,92 |       |        |               |  |  |  |  |  |  |  |
| Bulletins rejetés               | Bulletins rejetés               | Bulletins rejetés               | 1 238   | 2,08  |       |        |               |  |  |  |  |  |  |  |
| Total                           | Total                           | Total                           | 59 594  | 100   | -     | 15     | en stagnation |  |  |  |  |  |  |  |
| Abstention                      | Abstention                      | Abstention                      | 120 521 | 66,91 |       |        |               |  |  |  |  |  |  |  |
| Nombre d'inscrits/Participation | Nombre d'inscrits/Participation | Nombre d'inscrits/Participation | 180 115 | 33,09 |       |        |               |  |  |  |  |  |  |  |

#### Résultats individuels[17]

##### Le Vieux-Longueuil
| Candidat | Candidat     | Parti             | Voix  | %     |
| -------- | ------------ | ----------------- | ----- | ----- |
|          | Steve Gagnon | Longueuil citoyen | 1 935 | 49,27 |
|          | Joan Hins    | Action Longueuil  | 1 742 | 44,36 |
|          | Salima Karfa | Option Longueuil  | 250   | 6,36  |
| Total    | Total        | Total             | 3 827 | 100 % |

| Candidat | Candidat                  | Parti             | Voix  | %     |
| -------- | ------------------------- | ----------------- | ----- | ----- |
|          | Benoît L'Écuyer (Sortant) | Longueuil citoyen | 2 611 | 57,50 |
|          | André Junior Martel       | Action Longueuil  | 1 541 | 33,94 |
|          | Nathalie Akpa             | Option Longueuil  | 389   | 8,57  |
| Total    | Total                     | Total             | 4 541 | 100 % |

| Candidat | Candidat               | Parti             | Voix  | %     |
| -------- | ---------------------- | ----------------- | ----- | ----- |
|          | Jonathan Tabarah       | Longueuil citoyen | 2 332 | 48,60 |
|          | France Dubé (Sortante) | Action Longueuil  | 2 242 | 46,73 |
|          | Louis-Pierre Gaulin    | Option Longueuil  | 224   | 4,67  |
| Total    | Total                  | Total             | 4 798 | 100 % |

| Candidat | Candidat          | Parti             | Voix  | %     |
| -------- | ----------------- | ----------------- | ----- | ----- |
|          | Michel Lanctôt    | Longueuil citoyen | 1 158 | 45,01 |
|          | François Millette | Action Longueuil  | 1 084 | 42,13 |
|          | Mivilu Kayombo    | Option Longueuil  | 331   | 12,86 |
| Total    | Total             | Total             | 2 573 | 100 % |

| Candidat | Candidat               | Parti             | Voix  | %     |
| -------- | ---------------------- | ----------------- | ----- | ----- |
|          | Xavier Léger (Sortant) | Longueuil citoyen | 1 836 | 47,49 |
|          | Brigitte Lépine        | Action Longueuil  | 1 385 | 38,83 |
|          | Monique Simard-Paquin  | Option Longueuil  | 470   | 12,16 |
|          | Marc Archambault       | Indépendant       | 175   | 4,53  |
| Total    | Total                  | Total             | 3 866 | 100 % |

| Candidat | Candidat                  | Parti             | Voix  | %     |
| -------- | ------------------------- | ----------------- | ----- | ----- |
|          | Tommy Théberge            | Action Longueuil  | 1 295 | 43,68 |
|          | Stéphane Richer (Sortant) | Longueuil citoyen | 1 196 | 40,34 |
|          | Catherine Lovatt-Smith    | Option Longueuil  | 474   | 15,99 |
| Total    | Total                     | Total             | 2 965 | 100 % |

| Candidat | Candidat                   | Parti             | Voix  | %     |
| -------- | -------------------------- | ----------------- | ----- | ----- |
|          | Monique Bastien (Sortante) | Action Longueuil  | 1 806 | 45,86 |
|          | Lyette Bouchard            | Longueuil citoyen | 1 521 | 38,62 |
|          | Patricia Stasiak           | Option Longueuil  | 611   | 15,52 |
| Total    | Total                      | Total             | 3 938 | 100 % |

| Candidat | Candidat         | Parti             | Voix  | %     |
| -------- | ---------------- | ----------------- | ----- | ----- |
|          | Eric Bouchard    | Action Longueuil  | 1 801 | 49,64 |
|          | Benoît Laganière | Longueuil citoyen | 1 373 | 37,84 |
|          | Josée Riopel     | Option Longueuil  | 345   | 9,51  |
|          | Paul-M. Saindon  | Indépendant       | 66    | 1,82  |
|          | Réjean Gosselin  | Indépendant       | 43    | 1,19  |
| Total    | Total            | Total             | 3 628 | 100 % |

| Candidat | Candidat                  | Parti             | Voix  | %     |
| -------- | ------------------------- | ----------------- | ----- | ----- |
|          | Colette Éthier (Sortante) | Action Longueuil  | 1 073 | 43,13 |
|          | Stéphanie Beaudry-Zanotty | Longueuil citoyen | 918   | 36,90 |
|          | Lucie Gélinas             | Option Longueuil  | 431   | 17,32 |
|          | Sébastien Guyon           | Indépendant       | 66    | 2,65  |
| Total    | Total                     | Total             | 2 488 | 100 % |

##### Greenfield Park
| Candidat | Candidat               | Parti             | Voix  | %     |
| -------- | ---------------------- | ----------------- | ----- | ----- |
|          | Robert Myles (Sortant) | Option Longueuil  | 2 216 | 45,77 |
|          | Sylvain Joly           | Longueuil citoyen | 1 192 | 24,62 |
|          | Mick O'Grady           | Indépendant       | 744   | 15,37 |
|          | Stoytcho Chopov        | Action Longueuil  | 690   | 14,25 |
| Total    | Total                  | Total             | 4 842 | 100 % |

###### Conseillers d'arrondissement
| Candidat | Candidat          | Parti             | Voix  | %     |
| -------- | ----------------- | ----------------- | ----- | ----- |
|          | Peter Doonan      | Option Longueuil  | 2 416 | 50,70 |
|          | Deanne Berlinger  | Longueuil citoyen | 1 312 | 27,53 |
|          | Zacharie Beaudoin | Action Longueuil  | 1 037 | 21,76 |
| Total    | Total             | Total             | 4 765 | 100 % |

| Candidat | Candidat              | Parti             | Voix  | %     |
| -------- | --------------------- | ----------------- | ----- | ----- |
|          | Wade Wilson (Sortant) | Option Longueuil  | 2 483 | 52,01 |
|          | Alexis Cloutier       | Longueuil citoyen | 1 314 | 27,52 |
|          | Lisiane Lafortune     | Action Longueuil  | 977   | 20,47 |
| Total    | Total                 | Total             | 4 774 | 100 % |

##### Saint-Hubert
| Candidat | Candidat                 | Parti             | Voix  | %     |
| -------- | ------------------------ | ----------------- | ----- | ----- |
|          | Jacques Lemire (Sortant) | Longueuil citoyen | 2 783 | 69,84 |
|          | Joanne Costo             | Action Longueuil  | 677   | 16,99 |
|          | Jérémy Dufour-Dinelle    | Option Longueuil  | 525   | 13,17 |
| Total    | Total                    | Total             | 3 985 | 100 % |

| Candidat | Candidat           | Parti             | Voix  | %     |
| -------- | ------------------ | ----------------- | ----- | ----- |
|          | Nathalie Boisclair | Longueuil citoyen | 2 160 | 51,10 |
|          | Martin Fontaine    | Action Longueuil  | 1 472 | 34,82 |
|          | Michel Coursol     | Option Longueuil  | 391   | 9,25  |
|          | Alpha Keita        | Indépendant       | 204   | 4,83  |
| Total    | Total              | Total             | 4 227 | 100 % |

| Candidat | Candidat                    | Parti             | Voix  | %     |
| -------- | --------------------------- | ----------------- | ----- | ----- |
|          | Jacques E Poitras (Sortant) | Longueuil citoyen | 2 239 | 51,82 |
|          | Philippe Beauvais           | Action Longueuil  | 1 503 | 34,78 |
|          | Patrick Carpentier          | Option Longueuil  | 579   | 13,40 |
| Total    | Total                       | Total             | 4 321 | 100 % |

| Candidat | Candidat                | Parti             | Voix  | %     |
| -------- | ----------------------- | ----------------- | ----- | ----- |
|          | Éric Beaulieu (Sortant) | Action Longueuil  | 1 971 | 47,39 |
|          | Alvaro Cueto            | Longueuil citoyen | 1 632 | 39,24 |
|          | Brian Peddar            | Option Longueuil  | 556   | 13,37 |
| Total    | Total                   | Total             | 4 159 | 100 % |

| Candidat | Candidat               | Parti             | Voix  | %     |
| -------- | ---------------------- | ----------------- | ----- | ----- |
|          | Jean-François Boivin   | Longueuil citoyen | 1 903 | 46,44 |
|          | Catherine Pagé         | Action Longueuil  | 1 721 | 42,00 |
|          | Sébastien Vaillancourt | Option Longueuil  | 474   | 11,57 |
| Total    | Total                  | Total             | 4 098 | 100 % |